# Городоцький замок (Вітебська область)
Городо́цький за́мок — бастіонний замок, який існував із першої половини 17 ст. у місті Городок Вітебської області.
Замок побудований на терасі правого берега річки Гаражанка. Він мав форму п'ятикутника. Замок був укріплений валом та ровом. Ширина рову була до 16 метрів (його залишки збереглися з північного, східного та частково західного боків замку). На північно-західному боці було болото, з якого стікав струмок в оборонний рів. Бастіони замку розташовувалися за 20 метрів один від одного (їхні залишки знайдені в північній та східній частинах замку).
Замчище було досліджено в 1981 році О. М. Ткачовим.

## В Інтернеті
- Історія міста [Архівовано 4 березня 2016 у Wayback Machine.]